# أرنولد شتادلر
أرنولد شتادلر (بالألمانية: Arnold Stadler)‏‏ (9 أبريل 1954 في مسكيرش - ) كاتب، ومترجم، وروائي من ألمانيا.

## الجوائز
- جائزة غيورغ بوشنر
- وسام الاستحقاق لبادن-فورتمبيرغ
- جائزة الأدب الألماني [الإنجليزية]‏
- جائزة ماري لويز كاشنيتز [الإنجليزية]‏
- جائزة كلايست
- Johann-Peter-Hebel-Preis [الإنجليزية]‏
- جائزة كاتب بلدة بيرغن [الإنجليزية]‏
- جائزة بحيرة قسطنس للأدب [الإنجليزية]‏
- جائزة ثاداوس ترول [الإنجليزية]‏

## روابط خارجية
- أرنولد ستادلر على موقع مونزينجر (الألمانية)
- أرنولد ستادلر على موقع ديسكوغز (الإنجليزية)